# Lars Lindekrantz
Lars Otto Lindekrantz, född 12 november 1915 i Göteborg, död 11 mars 1994, var en svensk silversmed och skulptör.
Han var son till pianosnickaren Carl Ivan Lindecrantz och Ellen Charlotta Johansson samt bror till Ivar och Per Lindekrantz. Han utbildade sig först till metallhantverkare och silversmed innan han studerade skulptur i Stockholm. Tillsammans med sin bror Ivar utförde han en altartavla i polykromt trä för Oscar Fredriks kyrka i Göteborg. Han medverkade i Decemberutställningarna på Göteborgs konsthall. Han vistades under sju års tid på Nya Zeeland och när han återkom till Sverige 1955 medverkade han i en tävling om utsmyckning för Eskilstunas 300-årsjubileum där han tilldelades ett av de två första priserna.